# Vibekevang
Vibekevang er en byggeforening i Haraldsgadekvarteret på Ydre Nørrebro i København. Foreningen omfatter gaderne Aldersrogade (overordnede vej i Vibekevang), Vibekegade, Gyritegade, Gunhildsgade, Hildursgade og Annekegade.
Byggeforeningen Vibekevang, der indkredses af gaderne Vermundsgade, Haraldsgade og Lersø Park Allé, blev bygget i 1926, og kan ses som et udtryk for arbejdsgivernes tanke om at give arbejderen hjælp til selvhjælp bl.a. gennem en bedre bolig. Desuden vidner de store, lyse byggeforeningshuse om en øget opmærksomhed på arbejdernes sundhed. Byggeforeningshusene betragtes som et bebyggelsesmønster, dvs. et afgrænset område i bygningsmassen hvor bygninger, pladser, veje, grønne arealer går op i en højere enhed. Vibekevang stod færdig i januar 1926. Det består af 2-etages stokbebyggelse, bygget af Interessentskabet Vibekevang og tegnet af arkitekt Henning Hansen for Silvan A/S. Brumleby og Kartoffelrækkerne på Østerbro samt Humleby på Vesterbro er andre kendte eksempler på byggeforeningshuse. Vibekevang er opført som byggeforeningshuse, som dog senere er overgået til selveje.
Husene blev efter sigende kalkede hvert andet år, hvilket tidligere gav husene tilnavnet ”Den Hvide By”. Efterhånden er de færreste huse hvide, og området er i dag også kendt som "De gule huse" som også er karakteriseret ved hyppig brug af stokroser i front-haverne.
Vibekevang er placeret på en svag bakketop, men da de andre bygninger i nærheden er ret høje, er det svært at fornemme dette. Bygningerne er 2½ etage med pudsede mure i pastelfarver og tegltage. Der er brede fortove, sparsom vejbeplantning, frodige haver, legepladser og grønt areal ud mod Lersø Park Allé. Fungerer som en lille rolig, idyllisk by i byen.
I Hjørneejendommene ud mod Vermundsgade, Lersø Park Allé og især Haraldsgade har der ligget en del forretninger, bl.a. bager, købmand, kaffebar, ismejeri, slagter, cykelhandler og grønthandler. Ifølge gældende lokalplan kan der etableres butikker og kontorlokaler i stueetagen i hjørneejendomme ud mod Haraldsgade.
Hele Vibekevang-kvarteret er tildelt høj bevaringsværdi.

## Berømte beboere
En af Danmarks største komikere Dirch Passer er født i Vibekevang, nærmere bestemt Vibekegade 10.